# Megaselia constricta
Megaselia constricta är en tvåvingeart som beskrevs av Colyer 1962. Megaselia constricta ingår i släktet Megaselia och familjen puckelflugor. Inga underarter finns listade i Catalogue of Life.